# Racemobambosinae
Racemobambosinae, je podtribus jednosupnica iz porodica trava (Poaceae), dio tribusa Bambuseae. Postoje tri roda sa 31 vrstom.

## Rodovi
1. Chloothamnus Buse (11 spp.)
2. Racemobambos Holttum (19 spp.)
3. Widjajachloa K. M. Wong & S. Dransf. (1 sp.)